# Эрнандес, Йоэнлис
Йоэнлис Фелисиано Эрнандес Мартинес (исп. Yoenlis Felician Hernández Martinez; род. 30 июня 1997, Матансас, провинция Матансас, Куба) — кубинский боксёр-любитель и профессионал, выступающий в средней весовой категории. Член сборной Кубы по боксу, двукратный чемпион мира (2021, 2023), многократный победитель и призёр международных и национальных турниров в любителях.
Среди профессионалов чемпион Латинской Америки WBA (2024—н.в).
Лучшая позиция по рейтингу BoxRec — 21-я (июнь 2025) и является 1-м среди кубинских боксёров средней весовой категории, а по рейтингам основных международных боксёрских организаций занимает: 2-е место рейтинга WBC, 1-е место рейтинга WBA, 6-е место рейтинга WBO — входя в ТОП-25 лучших боксёров среднего веса всего мира.

## Биография
Йоэнлис Эрнандес родился 30 июня 1997 года, в городе Матансас, в провинции Матансас, на Кубе.

## Любительская карьера

### 2021—2023 годы
В начале ноября 2021 года в Белграде (Сербия) стал чемпионом мира, в категории до 75 кг. Где он в 1/32 финала соревнований по очкам (5:0) победил бразильца Вандерлея Перейра, затем в 1/16 финала соревнований по очкам (5:0) победил турка Бироля Айгуна, в 1/8 финала по очкам (5:0) победил индийского боксёра Сумита, в четвертьфинале по очкам (5:0) победил хорвата Габриэля Веочича, в полуфинале по очкам (5:0) победил итальянца Сальваторе Кавальяро, и в финале решением большинства судей (4:1) победил россиянина Джамбулата Бижамова.
11 декабря 2022 года в Абу-Даби (ОАЭ), на турнире IBA Champions’ Night в завершении III Global Boxing Forum, в рамках новой полупрофессиональной боксёрской серии IBA Pro Series, в 5-раундовом поединке раздельным решением судей победил трёхкратного чемпиона Азии — узбекского боксёра Саиджамшида Джафарова.
В мае 2023 года, в Ташкенте (Узбекистан) вновь стал чемпионом мира, в весе до 75 кг. Где он в 1/16 финала соревнований по очкам единогласным решением судей (5:0) победил иорданца Мохаммада Аль-Мхарата, в 1/8 финала по очкам единогласным решением судей (5:0) победил монгольского боксёра Джаргалина Отгонджаргала, затем в четвертьфинале по очкам единогласным решением судей (5:0) победил болгарского боксёра Рами Кивана, в полуфинале по очкам единогласным решением судей (5:0) победил француза Морено Фендеро, и в финале по очкам единогласным решением судей (5:0) победил бразильца Вандерлея Перейра.

## Профессиональная карьера
20 мая 2022 года состоялся его дебют на профессиональном ринге в Агуаскальентесе (Мексика), во 2-м среднем весе, когда он досрочно нокаутом в 3-м раунде победил опытного мексиканца Хуана Карлоса Райгосо (17-20-3). В 2022 году провел ещё один бой победив нокаутом перейдя в категорию ниже в средний вес (до 72,6 кг.)
2024 год начал с дебюта в США. В Голливуде нокаутировал в стартовом раунде Альфредо Бланко (23-11).  
7 июня 2024 года там же в Голливуде нокаутировал в 7-м раунде опытнейшего Алехандро Барреру (28-7). Победа принесла ему пояс WBA Continental Latin America. 
14 сентября 2024 года в вечере организованном Эллом Хеймоном и Эдди Хирном Альварес - Берланга нокаутировал Хосе Санчеса (21-6-1, 12 КО) из Мексики — мексиканец упал лицом вниз на настил ринга. КО 2.
11 октября 2024 года в Голливуде (Флорида, США) нокаутировал небитого американца Брайса Хенри (7-0, 5 КО).
Хенри сумел продержаться до 8-го раунда выживая по ходу боя. В 7-м раунде пропустил боковой в челюсть, оказался в нокдауне, но смог встать. От дальнейшего продолжения отказался. ТКО 8.
1 февраля 2025 года в Лас-Вегасе, (США) одержал 7-ю победу досрочно победив Анхеля Руиса Асторга (18-3-1). Рефери остановил односторонний бой в 5 раунде.

#### Бой с Кироном Дэвисом
31 мая 2025 года в Лас-Вегасе в вечере Элла Хеймона победил рейтингового (№7 WBO) американца Кирона Дэвиса (19-3-1). Эрнандес доминировал на протяжении всей дистанции боя. Во втором раунде Дэвис оказался на канвасе ринга от многоударной комбинации. В последующих раундах Эрнандес даже сам отдавал инициативу сопернику давая работать первым номером. Доминирующее выступление закончилось со счётом: 100—89 трижды.
На июнь 2025 года Эрнандес занимает 2-е место рейтинга WBC и 1-е место рейтинга WBA, что даёт ему весомые шансы на звание обязательного претндента или шанс на чемпионский бой.

## Статистика профессиональных боёв
В таблице перечислены результаты всех поединков боксёров.
В каждой строке указан результат поединка. Дополнительно номер поединка обозначен цветом, который обозначает итог поединка. Расшифровка обозначений и цветов представлена в нижеследующей таблице.
| Пример | Расшифровка                     |
| ------ | ------------------------------- |
|        | Победа                          |
|        | Ничья                           |
|        | Поражение                       |
|        | Планируемый поединок            |
|        | Поединок признан несостоявшимся |
| КО     | Нокаут                          |
| ТКО    | Технический нокаут              |
| PTS    | Решение судей (по очкам)        |
| UD     | Единогласное решение судей      |
| MD     | Решение большинства судей       |
| SD     | Раздельное решение судей        |
| RTD    | Отказ от продолжения боя        |
| DQ     | Дисквалификация                 |
| NC     | Поединок признан несостоявшимся |

| 8 поединков, 8 побед (7 нокаутом). | 8 поединков, 8 побед (7 нокаутом). | 8 поединков, 8 побед (7 нокаутом). | 8 поединков, 8 побед (7 нокаутом). | 8 поединков, 8 побед (7 нокаутом).                                | 8 поединков, 8 побед (7 нокаутом). | 8 поединков, 8 побед (7 нокаутом). |
| Бой                                | Рекорд                             | Дата боя                           | Соперник                           | Место проведения боя                                              | Раундов, время                     | Дополнительно                      |
| ---------------------------------- | ---------------------------------- | ---------------------------------- | ---------------------------------- | ----------------------------------------------------------------- | ---------------------------------- | ---------------------------------- |
| 2                                  | 2-0                                | 2 сентября 2022                    | Хуан Санчес Харо (2-1)             | Уруапан, штат Мичоакан, Мексика                                   | TKO 7 (8), 0:37                    |                                    |
| 1                                  | 1-0                                | 20 мая 2022                        | Хуан Карлос Райгосо (17-20-3)      | Palenque de la FNSM, Агуаскальентес, штат Агуаскальентес, Мексика | KO 3 (6), 1:13                     | Дебют в профессиональном боксе.    |